# Mollie Green
Mollie Green (4 agosto 1997) è una calciatrice inglese, centrocampista del Nottingham Forest.

## Carriera

### Club
Mollie Green giunge al Liverpool nel 2014, frequentando il loro Centre of Excellence e venendo inserita in rosa con la squadra titolare con la quale fa il suo debutto in FA Women's Super League 1, l'allora denominazione del massimo livello del campionato inglese, il 9 ottobre 2016, nell'incontro del campionato di FA WSL 1 2016 dove in trasferta le reds superano per 3-1 le avversarie del Doncaster Rovers Belles. Green rimane legata alla società ancora per una stagione, senza marcare altre presenze in campionato.
Nel marzo 2017 si trasferisce all'Everton, seguendo le compagne Vicky e Kelly Jones e Claudia Walker nel passaggio alle rivali della loro vecchia squadra, per disputare il campionato di FA Women's Super League 2 2017, chiamato assieme a quello di WSL 1 spring series perché giocato in primavera e campionato di transizione allo schema di torneo "invernale". Green fa il suo debutto con la maglia dell'Everton nell'aprile 2017, nell'incontro Millwall Lionesses, giocando regolarmente, siglando la sua prima rete al London Bees il mese seguente e festeggiando con le compagne la vittoria nel campionato e la conseguente promozione. Rimane anche per la stagione entrante, giocando nel rinnovato campionato di FA WSL 1 2017-2018, marcando a fine campionato, pur partendo spesso dalla panchina, 13 presenze su 18 incontri, e va a segno per la prima volta in WSL 1 il 9 maggio 2018 siglando una doppietta allo Yeovil Town nell'incontro vinto dalle Toffees per 3-1. A fine maggio Green decide di lasciare l'Everton dopo che è stato raggiunto un accordo per la rescissione del contratto.
Durante la successiva sessione di calciomercato estivo decide di sposare l'avventura del neoistituito Manchester United che, alla guida del tecnico Casey Stoney, è iscritto al FA Women's Championship, nuova denominazione del secondo livello del campionato inglese, dalla stagione 2018-2019, condividendo con le compagne la vittoria in campionato e la promozione in FA Women's Super League.

### Nazionale
Green viene convocata dalla Federazione calcistica dell'Inghilterra (TheFA) nel 2015, inserita in rosa dal tecnico Mo Marley con la formazione Under-19 che partecipa alle qualificazioni all'Europeo di Israele 2015, dove debutta nella fase élite il 9 aprile 2015, nell'incontro pareggiato 2-2 con le pari età della Norvegia, e condivide con le compagne l'accesso alla fase finale senza tuttavia venire impiegata. Marley la convoca anche per le qualificazioni al successivo Europeo di Slovacchia 2016 dove anche qui viene impiegata, in due occasioni, nella sola fase élite, questa volta non riuscendo ad accedere alla fase finale.

## Palmarès

### Club
- Campionato inglese di seconda divisione: 2

Everton: 2017
Manchester United: 2018-2019